# Vanikoro (geslacht)
Vanikoro is een geslacht van weekdieren uit de klasse van de Gastropoda (slakken).

## Soorten
- Vanikoro accelerans (Marwick, 1928) †
- Vanikoro aperta (Carpenter, 1864)
- Vanikoro cancellata (Lamarck, 1822)
- Vanikoro clathrata (Récluz, 1845)
- Vanikoro cumingiana (Récluz, 1844)
- Vanikoro cuvieriana (Récluz, 1844)
- Vanikoro dupliangulata (Laws, 1940) †
- Vanikoro fenestrata (A. Adams, 1863)
- Vanikoro foveolata Souverbie & Montrouzier, 1866
- Vanikoro gaimardi A. Adams, 1854
- Vanikoro galapagana Hertlein & Strong, 1951
- Vanikoro granulosa Récluz, 1845
- Vanikoro gueriniana (Récluz, 1844)
- Vanikoro helicoidea (Le Guillou, 1842)
- Vanikoro kilburni Drivas & Jay, 1988
- Vanikoro ligata (Récluz, 1844)
- Vanikoro mauritii (Récluz, 1845)
- Vanikoro natalensis E. A. Smith, 1908
- Vanikoro orbignyana (Récluz, 1844)
- Vanikoro oxychone Mörch, 1877
- Vanikoro plicata (Récluz, 1844)
- Vanikoro quoyiana A. Adams, 1854
- Vanikoro satondae Bandel & Kowalke, 1997
- Vanikoro sigaretiformis (Potiez & Michaud, 1838)
- Vanikoro striatus (d'Orbigny, 1842)
- Vanikoro sulcatus (d'Orbigny, 1842)
- Vanikoro tricarinata (Récluz, 1843)
- Vanikoro wallacei Iredale, 1912